# Japon aux Jeux olympiques d'hiver de 1994
Le Japon participe aux Jeux olympiques d'hiver de 1994, organisés à Lillehammer en Norvège. Cette nation prend part aux Jeux olympiques d'hiver pour la quinzième fois de son histoire. La délégation japonaise, formée de 59 athlètes (43 hommes et 16 femmes), remporte 5 médailles (1 d'or, 2 d'argent et 2 de bronze) et se classe au onzième rang du tableau des médailles.